# Traceur (chimie)
Pour les articles homonymes, voir Traçage.
Un traceur est un élément ou un composé chimique, identifiable aisément par des méthodes physico-chimiques.
Le traçage est l'utilisation d'un traceur pour suivre les déplacements de matières dans une réaction chimique ou dans l'environnement.
On parle également de marqueur quand le but recherché est plus la mise en évidence d'une molécule que la détermination d'un flux de matière.

## Différents types
On peut distinguer différents traceurs selon leur nature, leur origine, leur réactivité, qui se traduisent par autant d'utilisations différentes (chimie, géologie, médecine, mécanique, etc.) :
- Formule :
  - Éléments monoatomiques (généralement sous forme d'ions i.e. le fluor).
  - Molécules simples (i.e. nitrates).
  - Molécules complexes (i.e. rhodamine).
  - Particules (i.e. bactériophages)
  - Isotopes, radioactifs (i.e le tritium) ou non (i.e. le deutérium).

- Nature :
  - Naturels (i.e. chlorure de sodium)
  - Artificiels (i.e. uranine)

- Origine :
  - Intrinsèque c’est-à-dire composant la matière à étudier elle-même (généralement des isotopes).
  - Extrinsèque c’est-à-dire ajouté au « milieu » à suivre.

- Réactivité :
  - N'interagissant pas (ou très peu) avec la matière à étudier (pour éviter toute perturbation).
  - Réagissant avec la matière à étudier (afin de lier le marqueur à la molécule à suivre).

## Exemples d'utilisations
- La rhodamine WT est un traceur artificiel extrinsèque fluorescent interagissant peu avec l'eau, les substances dissoutes et les matériaux aquifères, utilisé pour suivre le trajet de l'eau dans le sol en hydrogéologie.
- L'oxygène 18 (18O) est un traceur isotopique, intrinsèque de l'eau, présent naturellement dans l'environnement et utilisé notamment en paléoclimatologie.
- L'iode 131 est un traceur isotopique radioactif, lié préalablement ou non à d'autres molécules et utilisé en médecine pour suivre par exemple une réaction métabolique.